# Campeonato Paraibano Segunda Divisão 2018
In 2018 werd 24ste editie van het Campeonato Paraibano Segunda Divisão gespeeld voor voetbalclubs uit de Braziliaanse staat Paraíba. De competitie werd georganiseerd door de FPF en werd gespeeld van 23 september tot 18 november. Esporte de Patos werd kampioen.

## Format
De twaalf deelnemers worden over drie geografische groepen verdeeld. De drie groepswinnaars en de beste tweede plaatsen zich voor de tweede fase. 

## Eerste fase

### Groep Litoral
| Plaats | Club              | Wed. | W | G | V | Saldo | Ptn. |
| ------ | ----------------- | ---- | - | - | - | ----- | ---- |
| 1.     | São Paulo Crystal | 6    | 6 | 0 | 0 | 14:5  | 18   |
| 2.     | Internacional     | 6    | 2 | 1 | 3 | 9:10  | 7    |
| 3.     | Confiança         | 6    | 1 | 2 | 3 | 11:13 | 5    |
| 4.     | Spartax           | 6    | 1 | 1 | 4 | 9:15  | 4    |

|  | Gekwalificeerd voor tweede fase |

### Groep Agreste
| Plaats | Club             | Wed. | W | G | V | Saldo | Ptn. |
| ------ | ---------------- | ---- | - | - | - | ----- | ---- |
| 1.     | Perilima         | 6    | 6 | 0 | 0 | 27:1  | 18   |
| 2.     | Sport Lagoa Seca | 6    | 4 | 0 | 2 | 14:9  | 12   |
| 3.     | Picuiense        | 6    | 1 | 0 | 5 | 4:19  | 3    |
| 4.     | Queimadense      | 6    | 1 | 0 | 5 | 1:17  | 3    |

|  | Gekwalificeerd voor tweede fase |

### Groep Sertão
Femar speelde vorig jaar nog in Teixeira en dit jaar in Sumé.
| Plaats | Club               | Wed. | W | G | V | Saldo | Ptn. |
| ------ | ------------------ | ---- | - | - | - | ----- | ---- |
| 1.     | Esporte de Patos   | 6    | 5 | 1 | 0 | 21:4  | 16   |
| 2.     | Femar              | 6    | 3 | 0 | 3 | 17:13 | 9    |
| 3.     | Nacional de Pombal | 6    | 2 | 1 | 3 | 10:16 | 7    |
| 4.     | Sabugy             | 6    | 1 | 0 | 5 | 5:20  | 3    |

|  | Gekwalificeerd voor tweede fase |

## Tweede fase
In geval van gelijkspel worden strafschoppen genomen, tussen haakjes weergegeven. 
|  | halve finale      | halve finale | halve finale | halve finale |  |                  | finale | finale | finale | finale |
|  |                   |              |              |              |  |                  |        |        |        |        |
|  |                   |              |              |              |  |                  |        |        |        |        |
|  | Sport Lagoa Seca  | 0            | 0            | 0            |  |                  |        |        |        |        |
|  | Perilima          | 1            | 2            | 3            |  |                  |        |        |        |        |
|  |                   |              |              |              |  | Perilima         | 2      | 2      | 4      |        |
|  |                   |              |              |              |  | Esporte de Patos | 4      | 1      | 5      |        |
|  | Esporte de Patos  | 3            | 3            | 6            |  |                  |        |        |        |        |
|  | São Paulo Crystal | 3            | 1            | 4            |  |                  |        |        |        |        |

### Kampioen
| Campeonato Paraibano de 2018 - Segunda Divisão |
| Paraíba                                        |
| ---------------------------------------------- |
| ESPORTE DE PATOS Kampioen (4° titel)           |